# Fjodor Fjodorowitsch Andresen
Fjodor Fjodorowitsch Andresen (russisch Фёдор Фёдорович Андрезен; * 4.jul. / 16. September 1806greg. in Reval; † um 1880) war ein russischer Maler.

## Leben
Andresen stammte aus kleinbürgerlichen Verhältnissen in Reval (heute: Tallinn) und studierte von 1816 bis 1827 an der Petersburger Kunstakademie. Für seine Zeichnungen nach der Natur wurde er 1825 und 1826 mit zwei Silbermedaillen und 1827 für sein Programmgemälde „Heldentat eines junger Kiewers“ mit einer Goldmedaille ausgezeichnet und zum offiziellen Historienmaler ernannt. Sein spezieller Stil gilt insbesondere der Betonung der Vertikalen.
Nach seinem Abschluss war er als Dozent für Malerei an der Akademie tätig, wo er wegen schlechten Benehmens entlassen wurde. 1836 trat Andresen als Mönch in das Nowgoroder Derewjanitzki-Kloster ein. Eine Verwandtschaft mit Dierk Andresen ist nicht nachgewiesen.